# Alice Kyteler
Alice Kyteler (née en 1263, décédée après 1325) est une dame de la noblesse hiberno-normande, et la première personne accusée de sorcellerie en Irlande,. Elle est condamnée, mais s'échappe du pays, tandis que sa servante et confidente Petronilla de Meath est fouettée et condamnée au bûcher le 3 novembre 1324.

## Biographie
Alice Kyteler est née dans la maison de Kyteler, dans le Comté de Kilkenny. Elle est le seul enfant d'une famille hiberno-normande bien établie en Irlande.
Elle se marie à quatre reprises, avec William Outlaw, Adam le Blund, Richard de Valle et enfin Sir John le Poer. En 1302, son second mari Adam et Alice sont brièvement accusés d'avoir tué leur premier mari. Pratiquant l'usure, elle s'attire quelques inimitiés de la population locale.
Son quatrième mari John tombe malade en 1324 ; il exprime son soupçon d'avoir été empoisonné. Peu après sa mort, les enfants de le Poer et ceux de ses précédents maris l'accusent d'avoir utilisé du poison et de la sorcellerie contre leurs pères, et dans le but de favoriser son fils aîné William Outlaw. Dame Kyteler et sa suite sont également accusés de refuser la foi, de sacrifier des animaux aux démons et de blasphème.
Elle est alors condamnée pour sorcellerie et fuit pour échapper à la sentence, probablement vers le Royaume d'Angleterre. Dès lors, il n'y a plus de sources permettant de retracer le devenir d'Alice Kyteler dans les documents d'époque.

## Le procès pour sorcellerie

### Premières poursuites
L'affaire est portée en 1324 devant l'évêque d'Ossory, Richard de Ledrede, un frère franciscain anglais. L'évêque écrit au chancelier d'Irlande, Roger Utlagh, pour obtenir son arrestation. Roger Utlagh s'y refuse, étant le frère de son premier mari William. Sir Arnold le Poer, sénéchal de Kilkenny, arrête alors l'évêque. John Darcy, Lord Chief Justice of England and Wales se rend à Kilkenny pour enquêter sur les événements et libère l'évêque, considérant que celui-ci n'est pas à blâmer dans sa conduite. Celui-ci tente une nouvelle fois d'obtenir l'arrestation d'Alice, sans succès.

### L'arrestation et la torture de Petronilla
Finalement, l'une de ses servantes, Petronilla de Meath est arrêtée, torturée et confesse des crimes de sorcellerie, impliquant sa maîtresse. Durant cette confession, elle indique notamment qu'Alice et elle ont enduit d'onguent un morceau de bois pour pouvoir voler.
Alice Kyteler est condamnée sur cette base, mais fuit le pays, probablement vers le Royaume d'Angleterre, accompagnée de la fille de Petronilla, Basilia.
Cette fuite n'empêche pas l'évêque à poursuivre les suivants d'Alice des classes inférieures de la société. Petronella est ainsi flagellée et brûlée vive le 3 novembre 1324.

### Le cas de William Outlaw
Son fils ainé William Outlaw est accusé inter alia d'hérésie, usure, de parjure, d'adultère, et d'assassinat d'un clerc. Il abjure et reçoit une pénitence, assister à trois messes par jour pendant un an et devoir nourrir les pauvres.

### Place du procès dans la jurisprudence canonique
Cette affaire judiciaire est le premier cas dans les Îles Britanniques d'une condamnation par le feu pour sorcellerie.
Ce procès est également l'une des toutes premières affaires pour sorcellerie en Europe, et suit de peu l'élection de Jean XXII comme pape. Ce dernier, préoccupé par le développement d'affaires mêlant démonologie, astrologie et magie entama une procédure d'étude et de reconnaissance de ces pratiques comme faits d'hérésie à partir des années 1320.

### Première mention d'incubes
Cette affaire est la première à mentionner qu'une sorcière aurait couché avec un incube. Les Annales Hiberniae précisent «Ricardus Ledered, episcopus Ossoriensis, citavit Aliciam Ketil, ut se purgaret de heretica pravitate; quae magiae convicta est, nam certo comprobatum est, quendam demonem incubum (nomine Robin Artisson) concubuisse cum ea (...)», nommant le démon Robin Artisson.

## Postérité
Le poème de William Butler Yeats Nineteen Hundred and Nineteen cite Alice Kyteler.
En 1979, Alice Kyteler est l'une des 999 femmes mentionnées sur le socle de l'installation de Judy Chicago The Dinner Party, au niveau de la table de Petronilla de Meath, sa servante et confidente condamnée au bûcher, dans l'aile II.
En 2006, Robin Morgan publie The Burning Time, romançant les événements de l'histoire d'Alice Kyteler.
Deux ans plus tard sort le roman The Stone, écrit par une écrivaine originaire de Kilkenny, Claire Wolan. Une version est adaptée en comédie musicale, sur des paroles et musique de Jason Paul Ryan et Tom Bolger et est produite à Kilkenny  en 2011.
Alice Kyteler est mentionnée dans le tome 7 de Le Cycle du Soleil Noir : Le Livre des Merveilles, de Jacques Ravenne et Éric Giacometti paru en 2024. 